# ONNX
Open Neural Network Exchange (ONNX) належить екосистемі штучного інтелекту з відкритим кодом. ONNX доступний на GitHub.

## Історія
У вересні 2017 року Facebook та Microsoft запровадили систему для переключення між такими фреймворками машинного навчання як PyTorch та Caffe2. Пізніше IBM, Huawei, Intel, AMD, ARM та Qualcomm оголосили про підтримку цієї ініціативи.
У жовтні 2017 року Microsoft оголосила, що додасть до своєї ініціативи платформу Cognitive Toolkit та Project Brainwave.

## Наміри
Цілями ініціативи є:

### Сумісність у межах фреймворку
Дозволити розробникам легше переходити між фреймворками, деякі з яких можуть бути більш бажаними для конкретних фаз процесу розробки, таких як швидке тренування, гнучкість архітектури мережі або використання на мобільних пристроях.

### Спільна оптимізація
Дозволити постачальникам обладнання та іншим сторонам збільшувати продуктивність штучних нейронних мереж декількох фреймворків одночасно, орієнтуючись на представлення ONNX.

## Зміст
ONNX надає визначення розширюваної моделі графу обчислень, вбудованих операторів і стандартних типів даних, орієнтованих на висновок (оцінку).
Кожен граф обчислень — це список вузлів (вершин), які утворюють ациклічний граф. Вузли мають входи та виходи. Кожен вузол — це виклик оператора. Метадані документують граф. Вбудовані оператори мають бути доступні для кожного фреймворку, що підтримує ONNX.

## Інші партнерства
Microsoft та Facebook є частиною Partnership on AI разом з Apple, Amazon, Google та IBM, що призводить до підвищення обізнаності громадськості та збільшення наукових досліджень.